# Toddy Pond
Toddy Pond är en sjö i Antarktis. Den ligger i Östantarktis. Nya Zeeland gör anspråk på området. Toddy Pond ligger 984 meter över havet.